# غوردون هنري (شاعر)
غوردون هنري (بالإنجليزية: Gordon Henry)‏ هو شاعر أمريكي، ولد في 1955.